# Ondernemersprijs Herman Dessers
De Ondernemersprijs Herman Dessers is een Belgisch-Limburgse prijs die sedert 1995 jaarlijks tijdens de academische zitting van de algemene vergadering wordt uitgereikt door Voka – Kamer van Koophandel Limburg aan een Limburger, een Limburgs bedrijf, een vereniging, instelling of groep die op economisch, sociaal, cultureel of wetenschappelijk gebied een opmerkelijke prestatie heeft geleverd.
De prijs is vernoemd naar Herman Dessers, die van 1949 tot 1990 aan het hoofd stond van de Kamer voor Handel en Nijverheid Limburg.

## Winnaars[1]
- 2020: Paul Kerkhofs (APK)[2]
- 2019: Gianne Levenstond en Axel Verberckmoes (Levenstond Seafood)
- 2018: Stijn Bijnens (LRM)
- 2017: Bert Meewis en Karlijn Libbrecht (Slagmolen)
- 2016: André Knaepen (Cegeka)
- 2015: Ronnie Leten (Atlas Copco)
- 2014: Jean-Pierre, Philippe en Steven Desart (Arte)
- 2013: Francis Wanten (Comfort Energy)
- 2012: Cor van Otterloo (Punch Powertrain)
- 2011: Jean Biesmans (Tectum Group)
- 2010: Roger de Condé (Groep de Condé)
- 2009: speciale editie 150 jaar Voka – Kamer van Koophandel Limburg: Luc De Schepper (Universiteit Hasselt)
- 2008: Ann en Bart Claes (JBC)
- 2007: Jacques Loomans (Loomans Plastics)
- 2006: Dirk Theyskens (Arcomet)
- 2005: Marc Cuyvers (Echo)
- 2004: 125 jaar Het Belang van Limburg/Concentra, bij name van barones Tony Baert
- 2003: Roland Duchâtelet (Melexis)
- 2002: Jef Machiels (Groep Machiels)
- 2001: Noël Essers (Groep H. Essers)
- 2000: Transnationale Universiteit Limburg, bij name van Marleen Vanderpoorten
- 1999: Luc Cardinaels (Radson)
- 1998: Jo Geebelen (Interelectra)
- 1997: André Geboers (Philips)
- 1996: Patrick Stevens (Olympisch finalist)
- 1995: Prof. Dr. Lambert Stals (UHasselt)
- 1994: René Bruck (ALZ)